# نيويورك 80
نيويورك 80  رواية للكاتب المصري الدكتور يوسف إدريس صدرت عام 1980  عن مكتبة مصر في 48 صفحة، ولهذا فهي ليست رواية طويلة ولا قصة قصيرة. يصور فيها الكاتب لقاء وحوار بين رجل شرقي متعلم وبائعة هوى أمريكية جميلة تتمتع بالقدرة على الحوار مع الآخر المختلف.

## ملخص الرواية
يجلس بطل الرواية في قاعة للطعام والشراب، بعيدا عن البار. تدخل سيدة رائعة الجمال بدون مساحيق تبرج كثيرة وتجلس إلى جواره حيث يدور الحوار على استحياء من جانبه مع أنها تظهر أقصى درجات الصراحة والمنطقية لتخبره أنها تعمل (مومس). يصاب الشرقي بالذهول ويحاورها عن عملها وقذارته ويستنكر قبولها هذا العمل ببساطة. يستمر الحوار حتى نهاية الرواية مع ارتفاع حدة هجومه على السيدة واستمرارها في صراحة ومنطقية الحوار. أنه الشرقي الذي علَّمه المجتمع الأوروبي الأمريكي الغربي، بل ربما كافة المجتمعات، أنك إذا لم تهاجمه وجمت، وإذا ملكت فصاحة وحدة الهجوم كسبت القضية، أدبنا الزائد ومعاملتنا الدمثة اكتسبناها من كثرة ما تحدثنا بصوت خافت جدا، لا نسمعه حتى لا يسمعه طغاتنا. نجده حذراُ من مصارحتها حتى بنوع عمله ولكنه يسألها عن ثمنها وليس لديه النية لشراء شيئاً. يتذكر بائعات الهوى في مدينته وقذارتهم وفزعهم واستعدادهم للتخلص من الحياة في أي وقت. هو خائف منها وهى يمكنها أن ترى خوفه هذا.. هذه امرأة عرفته تماما ولم تعرفه أبدا، حادثها وكان الحديث محاكمة واضح أنه فيها المتهم. هو دائما حين يتكلم تنبع الكلمات من مصدر في داخله يعرفه تماما، مصدر التلقائية والصدق، هذه المرة، الكلمات ردا على صراحتها، موضوعيتها، وقاحتها، تخرج كالعادة تلقائية وصادقة، ولكن المصدر، المصدر الذي كان دائما متأكدا من صادق وجوده وصفاء صدقه، بدأ يهتز إيمانه به، اختلطت الكلمات بعروق الصدق والكذب، لم يعد بالضبط يدرك، الارتباك يهدد بأن يصبح شبه تام. تنتهي الأحداث والسيدة تقول: «أنا نظيفة، نظيفة، بل أنا قذرة، قذرة جٍّدا، ولكني أقولها، ها أنا ذا أصرخ بها، أنا نظيفة جدا لأني قذرة جدا جدا. أنا أنظف قذرة، أنظف منكم كلكم. (بول شيت) عليكم جميعا». القاعة يخيم عليها سكون مشلول تام. الذهول لبرهة طويلة على الوجوه. دبدبة خطواتها المسرعة إلى الخارج هي وحدها المسموعة. بخفوت شديد يبدأ شيء وكأنه الهمس، يظل يرتفع ويرتفع وتنفك دهشته الشديدة، وتعود الوجوه تبتسم بل وتضحك، وتمتلئ القاعة بنفس الضجة التي كانت عليها، وكأن شيئًا ما كان. يصنع من كفيه كأسا يملؤها بذقنه ويحدق إلى أبعد نقطة في الكون ويقول: «متى يا إلهي تعطي بعض الرجال شجاعة بعض البغايا».

## مقتطفات من الرواية
إنه أمام امرأة ذكية جدا، هذا ليس حوار بغايا. أول مرة رآهن كان طالبًا في الجامعة، وكان زميله في الشقة يغواهن مثل أبيه، بل أحيانًا كان الأب والابن يشتركان معا، واشتهر هو بحجرته واشتهرت كذلك شقتهم بين بغايا شارع قصرالعيني والمنيرة وحتى المدبح، وكان فتيات آخر الليل، على الأقل أولئك اللاتي لم يظفرن بزبائن، قصيرات نحيفات متواضعات الملابس والهيئة، معظمهن فيما كان يعتقد يعانين من أمراض سرية، بل إنه عالج واحدة منهن من الجرب، وظلت الشقة تحفل برائحة الكبريت زمنًا. كن يأتين، ثلاثًا، أربعا وربما خمسا ينمن في الصالة، على البلاط، بلا غطاء، على الأقل هذا مأوى أحسن من الشارع.
........
هو: تريدين أن تقنعيني أنه لا تزال لديكم بعض الاعتبارات؟ إن ما أزعجني في كلامك أني تبينت منه، بل وضعت أصبعي على نوع من التحلُّل المروع. لا أقول حضارتكم، ولكن أخطر ما في هذه الحضارة، وأي حضارة، المرأة فيكم. أنتن نساء مخربات روحيٍّا وعقليٍّا وفلسفةً. والذي يذهلني أنكن تستطعن وجود الزبائن من الرجال، رجال نشئوا في مجتمع مفروض أنه راق وأنه غادر تلك رحلة البدائية التجارية الحريمية من علاقة الرجل بالمرأة، كيف يقبل رجل يعيش في أرقى بلاد العالم في النصف الثاني من القرن العشرين أن يحصل على امرأة، جسد امرأة، بصرف النظر عن أي إحساس آخر لديها، مقابل بضعة دولارات ينقدها إياها ثمنًا لأنها قبلت أن تتعرى له من داخلها وخارجها؟ إني لمشمئز من حضارة تصعد بسمو علمها إلى القمر ولا زالت تنحط بجسدها إلى مدارك الرقيق الأبيض والأسود، مشمئز لامرأة مثلك. وأنت لست سوى واحدة من جيش عرمرم، امرأة ذكية مثقفة، واسعة الاطلاع والخبرة، جميلة، أجمل من ممثلات أي سينما، أن تزاول عملا يمكن أن تفعله أي متخلفة عقليا، فهو لا يحتاج إلا... طبعا أنت تدركين ما أعني. كيف تقبلين أنت التي تبدو حساسة ومرهفة الحس، أن يحتويك بكلكله وربما بكرشه وعرقه ولزوجته ورائحة فمه المخمور في مقابل، في مقابل ماذا؟ إن أي مبلغ من المال لا يساوي لحظة واحدة يسقط الإنسان فيها روحه إلى هذه المجاري الشعورية النتنة. تتحدثين بمنطق وذكاء وخبرة، ولكنها أشياء جمعتها من فوق ملاءات الأسرة القذرة، جمعتها مما لحقك ولحق روحك من كدمات وجروح، ذكاء من باع نفسه ليشتري عقلا يقتل به البقية الباقية من روحه وجسده. لقد بدأت حديثي معك مشمئزا منك، والآن أحس أني مشمئز من نفسي، مشمئز أني أضعت كل هذا الوقت مع إنسانة نظيفة الخارج تماما، موبوءة الداخل، وأقذر شيء ليس هو أن يبدو الإنسان قذرا من خارجه، فربما نظافته الداخلية تضفي على روحه إشعاعا يغفر له بقع الخارج.

## نقد وتعليقات
كتب أحمد واضح على صحيفة الدستور في 28 فبراير 2016: «تحدث الكاتب والروائي الكبير يوسف إدريس قبل 36 عامًا حول فتاة ليل تعمل طبيبة نفسية نهارًا، وبأوكار الدعارة ليلًا. البداية كانت بروايته التي نشرت تحت عنوان» نيويورك 80«وصدرت عام 1980 عن مكتبة مصر، حيث احتار النقاد في تصنيفها هل هي قصة أم رواية، أم مشروع مسرحية، أم عمل ذهني صرف يطرح فيه أفكاراً لم تكتمل صياغتها بعد، إلا أن مجمل القصة والتي تحدثت عن الطبيبة النفسية التي تتحول إلى ممارسة البغاء ليلًا في أوكار الدعارة حدث بالفعل بعد عقود من تأليف الرواية، والتي بدت وكأنها نبوءة مستقبلية. وخلال الأيام الماضية كشفت ممثلة الأفلام الإباحية الشهيرة» أليكس لينكس«عن دراستها العلاقات العامة والتسويق الرقمي، حيث حصلت على درجة الماجستير بتقدير امتياز في مجالها، لتصبح وكأنها بطلة رواية الكاتب الكبير يوسف إدريس التي تحدث عنها قبل 36 عامًا في روايته» نيويورك 80«، ولقاء الكاتب العربي المسافر بفتاة تعمل طبيبة نهارًا وبأوكار الدعارة ليلًا».
كتب أحمد فضل شبلول على موقع "ميدل إيست أون لاين" في 3 يونيو 2002: "تعد الروايتان القصيرتان اللتان كتبهما يوسف إدريس، «فيينا 60» المكتوبة في القاهرة عام 1960 و«نيويورك 80»، المكتوبة في القاهرة في يونيو 1980، امتدادًا للخط الفكري الذي اختطه في روايته "البيضاء"، المكتوبة في نهاية الخمسينيات  حيث البحث في مسألة العلاقة مع الغرب"، ويواصل الكاتب: " في «نيويورك 80» فثمة نضج فكري واضح لدى بطل الرواية، وكأنه الكاتب نفسه، الذي لم يلجأ إلى البحث عن الجنس والمتعة، كما رأينا عند درش بطل «فيينا 60»، فبطل نيويورك يرفض العهر الصراح، يرفض تلك الفتاة التي تعلن في صراحة ووضوح أنها (مومس) وأنها تبيع جسدها في الساعة بكذا، وفي الليلة بكذا، وفي الشهر بكذا، وحينما تختاره، يرفض هو ذلك، ويدور حوار فلسفي عميق بينهما، ويعجب أن فتاة تملك كل هذه الثقافة وكل هذا الجمال، تعمل مومسا، وتعلن عن ذلك في حديثها له، بل تفلسف تلك المهنة، التي هي عبارة عن إمتاع الآخرين لقاء مبلغ محدد من الدولارات، وأن الإعلان عن ذلك خير للمجتمع الأمريكي كله. وعندما يصر على المقاومة والرفض لهذا المجتمع ولقيمه الغريبة، تأتي إليه الفتاة في صورة أخرى، فتدق عليه باب حجرته بالفندق مدعية أنها طبيبة نفسية، أتت إليه لمداواته من أمراضه، وعقده النفسية (عقد الشرق)، ولكن بمزيد من الحوار العميق، وبمزيد من الإقناع، وبمزيد من المعرفة التي يطرحها هذا الإنسان الشرقي، تتحول الفتاة من الهدوء الذي كانت عليه من أول الرواية إلى صراخ، وتتحدث بعصبية شديدة، وتلم حقيبتها وكتابها وأوراقها وتصرخ بأعلى صوتها: "أنا نظيفة .. نظيفة .. بل أنا قذرة .. قذرة جدا .. ولكني أقولها .. هأنذا أصرخ بها .. أنا نظيفة جدا لأني قذرة جدا جدا .. أنا أنظف قذرة .. أنظف منكم كلكم (بول شيت Bull-shit) عليكم جميعا. وهكذا يعلن يوسف إدريس في عام 1980 أن السبيل الوحيد إلى كشف زيف الغرب، هو التسلح بالعلم والمعرفة، مع التمسك بالمبادئ والقيم. ساعتها سينهار ـ في عيوننا ـ هذا الغرب اللاهي العابث الذي فقد الروح (مثلما انهارت الفتاة، وفقدت روحها بعد أن باعت جسدها لكل من يملك دولارا) بل يفقد شخصيته، ويصاب بالشيزوفرانيا، فالإنسان الأرقى في نظر الغرب، هو الأكثر نقودا بأقل جهد، والحرية عندهم هي حرية بيع النفس لكل من يدفع نقودا أكثر، وأن الإنسان نفسه مجرد بضاعة، تباع وتشترى. أليس في هذا عودة إلى تجارة الرقيق؟ وإلى تجارة الجواري والحريم، وهل الحرية التي حصلت عليها المرأة في الغرب، هي حرية بيع نفسها، ولحمها لكل من يريد، وبالسعر الذي يحدده سوق الدعارة العالمية؟، يتابع الكاتب قائلاً: "لاشك أن رواية «نيويورك 80» تعد أنضج أعمال تلك الثلاثية (البيضاء ـ فيينا 60 ـ نيويورك 80) لأنها تقوم على الحوار والحجة والمنطق والإقناع، وليس الانبهار بالغرب كما في "البيضاء"، أو اللهاث وراء الجسد، كما في «فيينا 60».
كتب محمد حافظ دياب على موقع «ملاحق المدى» في 3 يونيو 2011: «بعد واحد وعشرين عاما من نشر» السيدة فيينا«، يعود إدريس إلى الموضوع نفسه مرة أخرى في» نيويورك 80«. تحكي القصة لقاء كاتب من مصر (يتوارى إدريس خلف قناعه) مع سيدة أمريكية في أحد الأماكن العامة بمدينة نيويورك، ويفاجأ بداية تعرفه عليها بقولها له:» أنا ممن يسمونهم المومسات«، يكتب إدريس عن إختلاف المفاهيم ويقول:» تحاول أن تشرح له أن العلاقة الجنسية المحضة ليست الا دليلا على درجة من النضج لا يزال هو دونها. ولا تحسبنا بحاجة إلى تبيان أن هذا الحديث عن العاطفة ونقصان النضج، يصبح على الشرق وروحانيته ومثاليته، مقابل خسية الغرب وعقلانيته وعاديته. ينتهي الجدال القائم بين الرجل والمرأة حين تنهار وتفقد أعصابها بتأثير من حدة رفضه لها، فتغادره بعد مشهد صاخب لتنتهي القصة. نهاية مفتعلة بلا مراء، وبعيدة عن الإقناع. اذ أننا عاينا الطرفين طيلة الحدث على قناعة دوجماتية بنظرة كل منهما إلى العالم. كما رأيناهما ندين في الجدال والمحاجة لا يعجز أحدهما عن الانتصاف لموقفه الحضاري بشتى التبريرات«، يواصل كاتب المقال شرح علاقة رواية عام 1960 ورواية 1980 ويكتب:» يريد إدريس من قرائه أن ينظروا إلى القصتين في سياق واحد، باعتبارهما تنويعتين للحن مشترك، يؤكد ذلك أنه حين نشر القصة الثانية «نيويورك 80» سنة 1980، أدرج معها في الكتاب نفسه القصة الأولى «السيدة فيينا» التي سبق له نشرها سنة 1959، محرفا عنوانها إلى «فيينا 60»، في محاولة منه لمحاكاة عنوان القصة الثانية، ولفته النظر إلى المساحة الزمنية بين تاريخي كتابتهما، ومع ذلك ورغمه، فواقع الحال في القصتين يشي بتمايز النظرة إلى الآخر عبرهما.
فعن «السيدة فيينا» يوحي مقول القصة أن أي حضارة لا يمكن أن تحقق ذاتها في مواجهة الآخر، سوى بالقبول الكامل بالذات وهو ما نتبينه بالأخص حين يذكر إدريس أن بطله درش لم يستطع أن يكمل مضاجعته للسيدة النمساوية، الا حين أغلق عينيه وتخيل زوجته. وتتأكد هذه الرؤية كذلك، إذا أخذنا في الاعتبار وجهة نظر هذه السيدة، فبعد أن يفرغا من الفعل الجنسي، تلتقط صورة زوجها وتلثمها، ثم لا تلبث أن تقول لدرش الناظر اليها في ذهول، انها طوال رقادهما معا كانت تفكر في زوجها: «لم أكن أعرف أنه رجلي الأفريقي الذي كنت أبحث عنه».
لا مندوحة أن إدريس يحاول بذلك أن يكون متوازنا ومنصفا في تصويره طرفي معادلة الذات والآخر، إلا أنه يؤكد رؤيته في الوقت نفسه، وهي الرؤية التي يلخصها المبدأ البهتينى شديد البساطة: «أننا نخفق في النظر إلى أنفسنا ككيات، ولذا فإن الآخر ضروري»، وهو عين المبدأ الذي يجسده إدريس من أن تصوراتنا الزائفة أو المبالغ فيها عن حضارة ما أخرى، تنبع من العمق من تصور فهمنا لحضارتنا نحن، وأن لقاء صادقا بين حضارتين لا يمكن أن يكتمل قبل الإدراك الصحيح لإمكانات الذات أولا.
على أن هذه الرؤية المتوازنة ستميع تماما في «نيويورك 80» ليحل محلها علاقة مثقف شرقي متعال بإزاء الغرب، يظهر بتعففه ازدرائه له وتعاليه عليه، في صورة حادة الاستقطاب وعدم التماثل بين «الأنا» و «الأنت». ففي «نيويورك 80» بعكس «السيدة فيينا»، لا نفاذ مع الآخر، بل حفاظ كل من الطرفين على موقعه وقناعته. هل ترده الابداع يمشي بعد فترة ضد انتساب الكاتب الأول ؟ أم أنه تحول جغرافيا الحدث من أوروبا في «السيدة فيينا» إلى أمريكا في «نيويورك 80»، قد استتبعه التحول في رؤية الكاتب ؟ على معنى أن أمريكا تمثل أبعد نقطة في الغرب مكانيا وحضاريا، وأن أقسى القيم الغربية وأبعدها عن أن تكون مقبولة تتمثل في الوجه الأمريكي للحضارة الغربية وليس في أوروبا فتلك الأخيرة أقرب إلى الشرق، وهي مثله جزء من العالم القديم، أو بتعبير توفيق الحكيم: «بنت آسيا وأفريقيا اللتين ارتبطتا بالزواج في طور من أطوار التاريخ، وأنتجت مولودا جديدا».

## وصلات خارجية
https://www.hindawi.org/books/19309272/ نيويورك 80
https://www.goodreads.com/book/show/6099117-80 نيويورك 80
https://almadasupplements.com/view.php?cat=2273 نيويورك 80